# Новороссийск — Феодосия

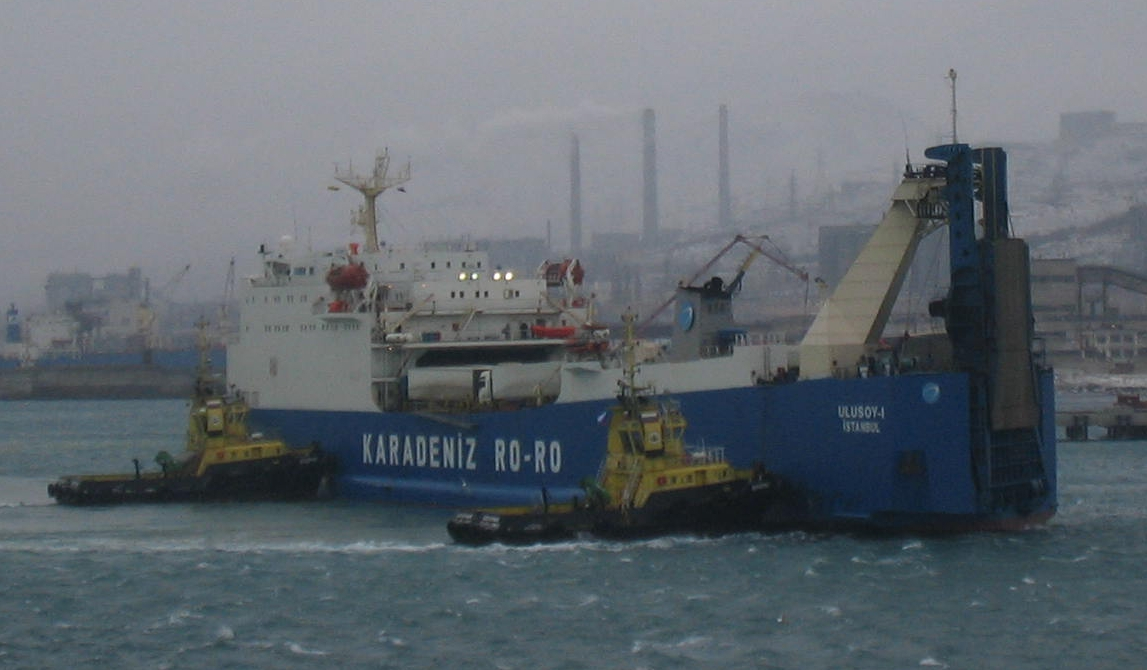
Паром Новороссийск

«Новороссийск — Феодосия» — первая из трёх специализированных паромных переправ, открытых в 2014 году. Выполняла перевозки большегрузных автомобилей между Новороссийском и Феодосией с 1 мая по 4 октября 2014 года.
Первым на линии начал работу грузовой автомобильный паром «Посейдон Экспресс».

## Описание
Организатором маршрута выступила АНО «Единая транспортная дирекция».
Конечными точками маршрута были морские торговые порты Новороссийска и Феодосии. Маршрут «Новороссийск — Феодосия» являлся основным для транспортировки в Крым и обратно грузовых автомобилей, так как паромная переправа Порт «Кавказ» — Порт «Крым» в мае 2014 года была переориентирована исключительно под пассажирские перевозки.
На линии работали два парома в реверсивном движении по отношению друг к другу.
За один рейс паромы были способны перевезти до 85 грузовых автомобилей (13 867 тонн грузов). Время в пути составляло 8 — 9 часов при протяжённости 191 км.
Линия начала работу 1 мая 2014 года, когда первые 48 грузовых автомобилей отправились из Новороссийска в Феодосийский морской торговый порт.
С 1 по 12 мая на судне «Посейдон Экспресс» было перевезено около 1 500 грузовых автомобилей. В том числе из Новороссийска в Феодосию 700 большегрузных машин в обратном направлении — 650.
Всего в мае 2014 года паром «Посейдон Экспресс» совершил 15 круговых рейсов. Из Новороссийска в Феодосию перевезено 40 тысяч тонн грузов (1400 грузовых автомобилей) и 1,5 тыс. пассажиров. В обратном направлении — 33 тыс. тонн грузов или 1300 автомобилей и столько же пассажиров.
С 1 июля по 15 сентября 2014 года паромы совершили 177 рейсов, было перевезено 14 400 большегрузов (7400 — в Крым, 7000 — из Крыма).

## Паромы

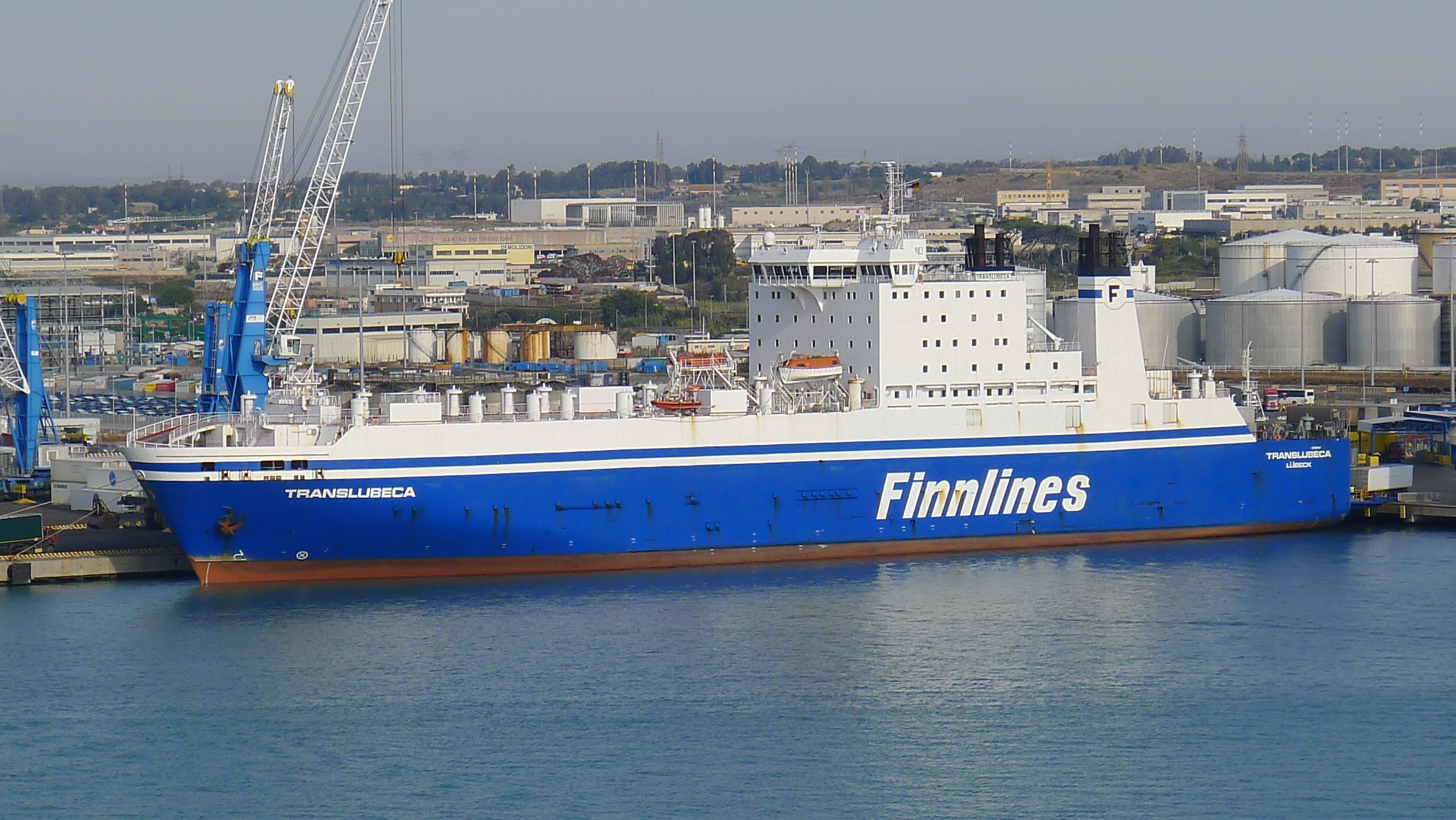
Посейдон Экспресс

- «Посейдон Экспресс» (предыдущее название «Translubeca») первый паром на линии. Отозван после прихода «Севастополя». Новые паромы «Новороссийск» и «Севастополь» более экономичны в расходе топлива и имеют лицензию на перевозку опасных грузов.[8] Кроме того, на эти судна дешевле тайм-чартер.[8]
- «Новороссийск» (предыдущее название «Улусой 1») на линии с 9 июня 2014 года[3]
- «Севастополь» (предыдущее название «Улусой 6») на линии с 3 июля 2014 года[3]

## Альтернативные маршруты
Из-за больших очередей и длительного ожидания погрузки Единая транспортная дирекция предлагала перевозчикам использовать железнодорожный транспорт. При этом указывалось, что железнодорожный паром Крым — Кавказ загружен только на 30 %.
8 июля 2014 года была открыта линия Новороссийск — Керчь, на которой начал курсировать паром Petersburg грузовой вместимостью 1,57 тыс. линейных метров, способный взять на борт до 95 грузовых автомобилей. Загрузка парома на линии Новороссийск — Керчь составляла только 40—60 %, в то время как на линии Новороссийск — Феодосия машины ожидали погрузки от одних до трех суток.